# Antonie Oetgens van Waveren
Antonie Oetgens van Waveren (Amsterdam, 3 oktober 1585 – aldaar, 2 augustus 1658), Ridder, heer van Waveren, Botsbol en Ruyge Wilnis, was een luitenant van de schutterij en burgemeester van Amsterdam. 

## Loopbaan
Oetgens werd voor het eerst benoemd tot burgemeester van Amsterdam in 1626; verdere benoemingen volgden in 1627, 1629, 1631, 1638, 1649 en 1650. In 1631 was hij, met Cornelis van Beveren en Gosewijn Schaffer, gezant van de republiek en ambassadeur in Denemarken en Hamburg. In 1636 liet Oetgens zich, samen met Ernst von Zuhm, Foppe van Aitzema en Simon van Beaumont, door de Heilige Roomse keizer tot heer van het eiland Ameland belenen. In 1638 organiseerden de regenten Andries Bicker, Albert Burgh, Pieter Hasselaer, Abraham Boom en Oetgens de intocht van de Franse koningin-moeder Maria de' Medici in Amsterdam.  
Oetgens van Waveren was, samen met Cornelis de Graeff, Joan Huydecoper van Maarsseveen en Jan Cornelisz. Geelvinck, commissaris tot de bouw van het nieuwe stadhuis op de Dam.
In 1650, in het conflict tussen de regenten van Amsterdam en Willem II van Oranje, was hij lid van het comité dat naar Willem II van Oranje werd gestuurd om hem de toegang tot de stad te ontzeggen. In 1654 werkte hij als Nederlands gezant ter bemiddeling van de vrede tussen Zweden en Polen. 

## Persoonlijk

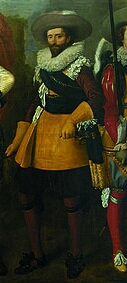
Anthony Oetgens van Waveren op het schilderij Schutters van het vendel van kapitein Abraham Boom en luitenant Oetgens van Waveren

Hij was een zoon van Frans Hendricksz. Oetgens en Alydt van Houff. Oetgens trouwde in 1611 met Anna Jans Spiegel (1582-1644). In 1634 kocht hij grond bij 's-Graveland, waar hij de naar zijn vrouw vernoemde hofstede Spiegelrust liet bouwen. In 1639 liet hij architect Philip Vingboons de huizen op Singel 282-286 verbouwen.
Antonie Oetgens overleed in 1658. Hij ligt begraven in het hoge koor van de Oude Kerk in Amsterdam.
Na zijn dood werd het landgoed verdeeld onder zijn zoon Johan (1613-1670) en zijn dochter Alida (1616-1686). Johan erfde tevens de titels Heer van Waveren, Rotshol en Ruige Wilnis. Hij trouwde in 1658 met Debora Blaeuw (1629-1702), de dochter van Cornelis Michielsz. Blaeuw en Weyntge Oetgens. Alida van Waveren trouwde in 1637 met Lodewijk van Alteren (1608-1670), de schout van Kennemerland die in 1656 uit zijn functie werd gezet.
- Biografisch Portaal: 12201825
- Gemeinsame Normdatei: 1025659961
- International Standard Name Identifier: 0000 0003 8298 6426
- Système universitaire de documentation: 253846609
- Virtual International Authority File: 267517357